# Lichtnelken-Eule
Die Lichtnelken-Eule (Hadena bicruris) oder Gemeine Kapseleule ist ein Schmetterling (Nachtfalter) aus der Familie der Eulenfalter (Noctuidae).

## Merkmale

### Falter
Die Flügelspannweite der Falter beträgt 33 bis 40 Millimeter. Die Grundfarbe der Vorderflügel variiert von graubraun bis zu schwarzbraun. Ring- und Nierenmakel sind weißlich umrandet und berühren sich nicht, nähern sich gelegentlich aber an. Ebenfalls weißlich hebt sich die Wellenlinie ab. Charakteristisch ist ein schwarzer Fleck am Innenrand der Vorderflügel unterhalb der Ringmakel. Die Hinterflügel sind einfarbig graubraun.

### Raupe
Erwachsene Raupen sind bräunlich gefärbt und zeigen eine helle Rückenlinie sowie dunkle Winkelflecke auf den Rückensegmenten.

### Ähnliche Arten
- Hadena capsincola wird erst seit 1996 nach einer Neubearbeitung der Gattung Hadena durch Hacker als eigenständige Art geführt. Während H. bicruris überwiegend in Westeuropa heimisch ist, kommt H. capsincola in östlichen Regionen vor.[1] Sie ist meist etwas dunkler gefärbt. Zur sicheren Unterscheidung sollte jedoch eine genitalmorphologische Untersuchung durchgeführt werden.
- Die Leimkraut-Nelkeneule (Hadena perplexa) unterscheidet sich hauptsächlich durch das Fehlen des schwärzlichen Flecks am Innenrand der Vorderflügel unterhalb der Ringmakel. Hingegen sind schwarze Pfeilflecke an der Wellenlinie erkennbar. Die Falter sind in der Regel kleiner als diejenigen von H. bicruris.

## Geographische Verbreitung und Lebensraum
Die Art wird als atlanto-mediterran verbreitet eingestuft. Bevorzugter Lebensraum sind trockene Wegränder, warme Hänge und Böschungen, Steinbrüche, Unkrautfluren sowie Gärten und Parkanlagen. In den Alpen steigt sie bis auf etwa 2000 Meter Höhe.

## Lebensweise
Die Falter sind dämmerungs- und nachtaktiv, saugen gerne an den Blüten verschiedener Nelkengewächse (Caryophyllaceae), besuchen aber auch Köder sowie künstliche Lichtquellen. Hauptflugzeit sind die Monate Mai bis Juli. Zuweilen bildet sich eine zweite Generation im Spätsommer aus. Weibliche Falter legen nur jeweils ein Ei in die Blüte einer Futterpflanze ab. Die Raupen ernähren sich dann vorwiegend von den Samenkapseln von Roter Lichtnelke (Silene dioica), Weißer Lichtnelke (Silene latifolia) sowie von Taubenkropf (Silene vulgaris). Die Art überwintert als Puppe.

## Gefährdung
Die Lichtnelken-Eule kommt in Deutschland in unterschiedlicher Häufigkeit vor und ist auf der Roten Liste gefährdeter Arten als nicht gefährdet eingestuft, in Baden-Württemberg jedoch auf der Vorwarnliste.

## Bilder

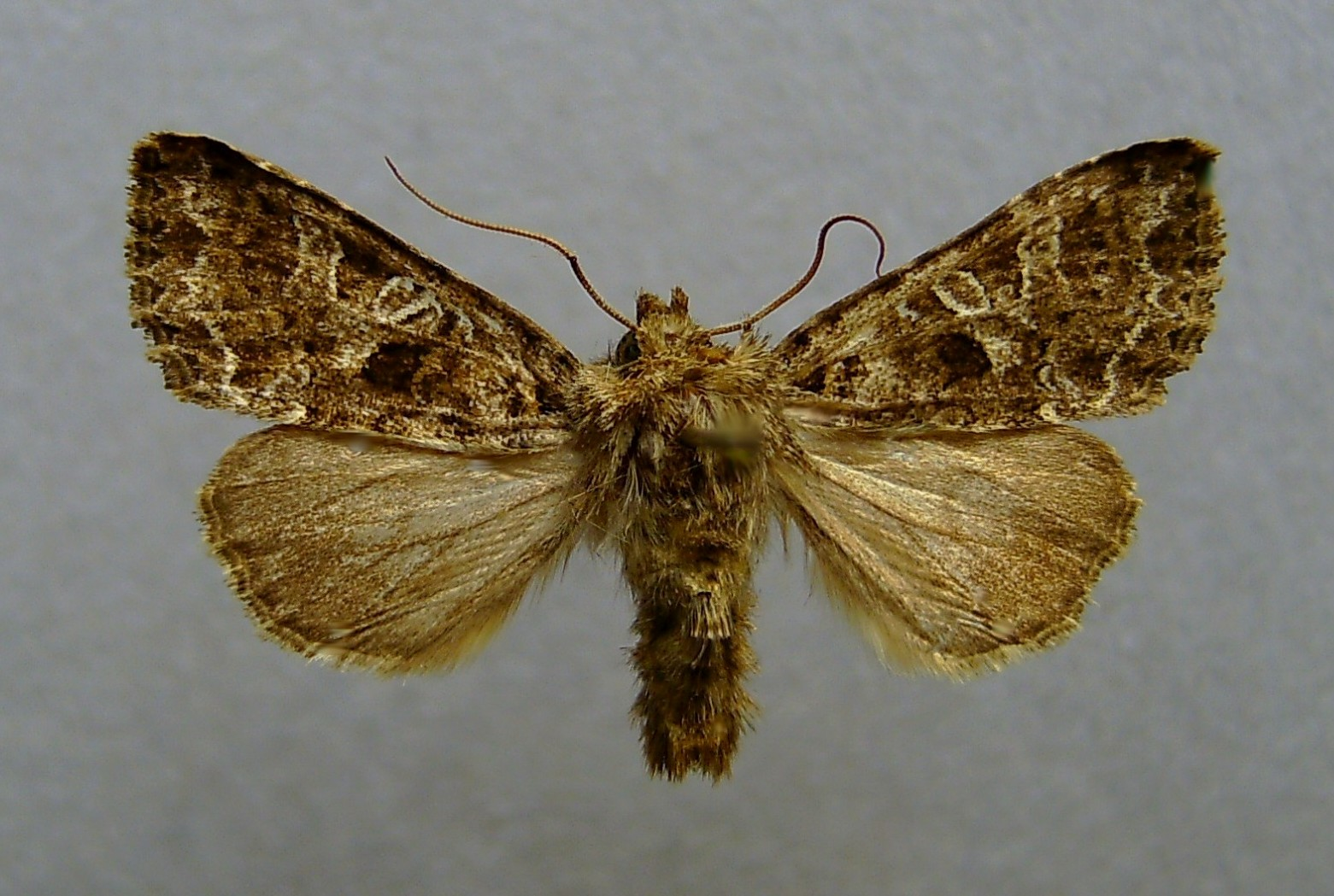
Gespanntes Exemplar
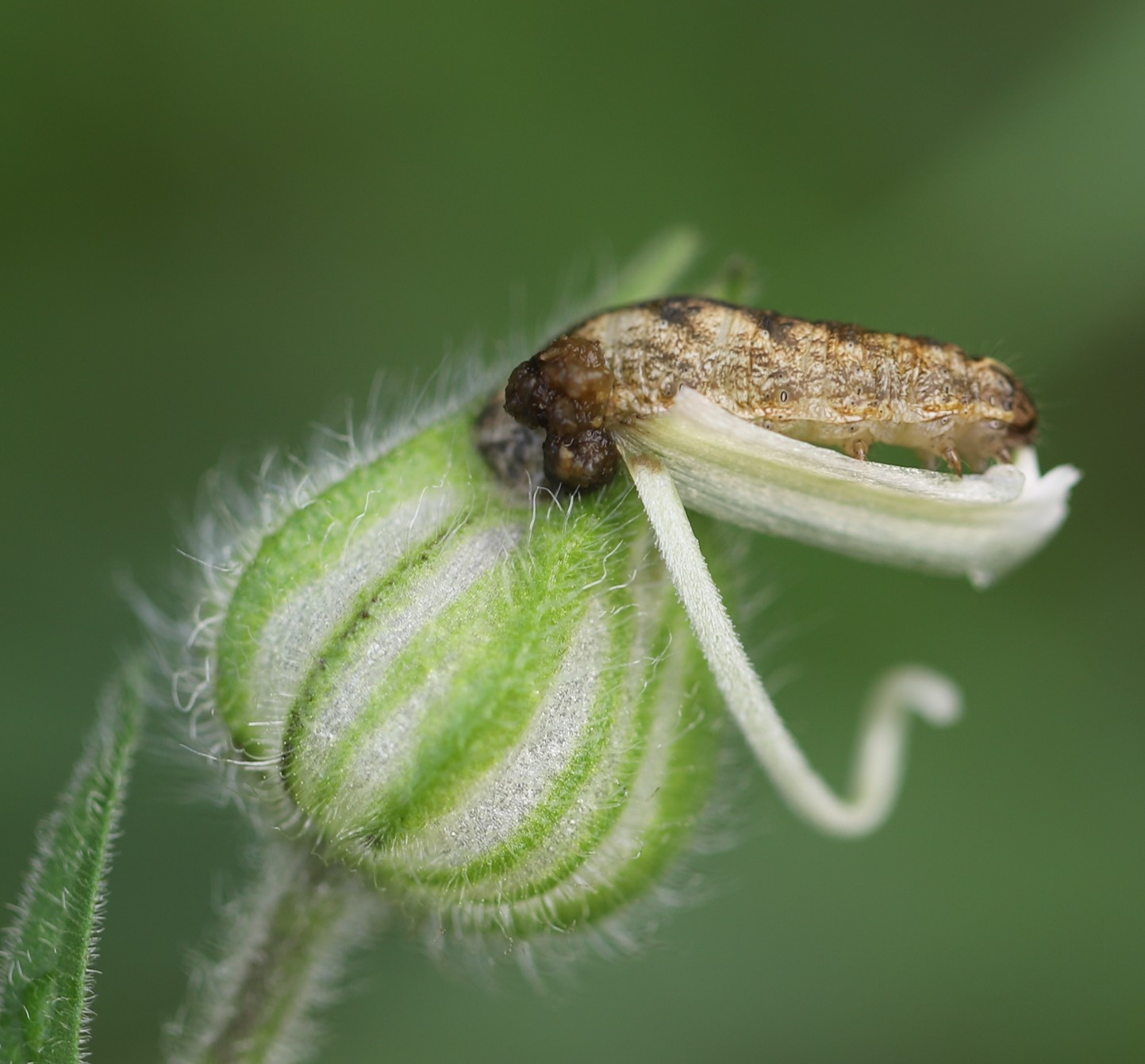
Raupe an Samenkapsel einer Weißen Lichtnelke
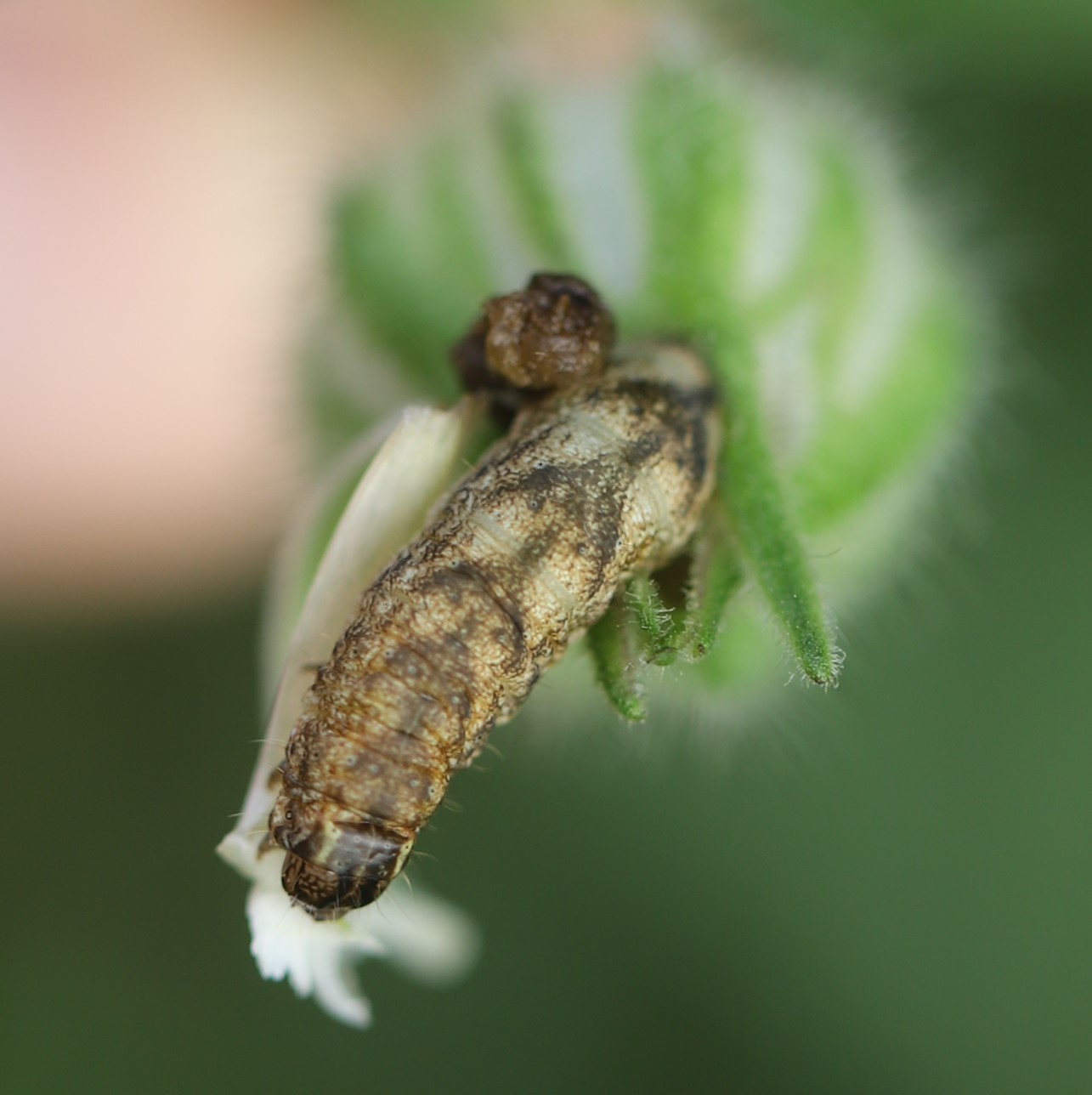
Raupe an Samenkapsel einer Weißen Lichtnelke